# Caffè Metropole
Caffè Metropole è un film del 1937 diretto da Edward H. Griffith.